# Relações exteriores da Transnístria

Nações com as quais a Transnístria mantém relações diplomáticas. Embora, uma missão diplomática física esteja ausente para qualquer um dos Estados de fato.

A República da Transnístria é reconhecida por três Estados com reconhecimento limitado e é membro de uma organização internacional, a Comunidade para a Democracia e os Direitos das Nações, que foi estabelecida por esses quatro Estados.

## Relações diplomáticas
Além das relações diplomáticas oficiais, a Transnístria usa ferramentas específicas para estabelecer relações políticas externas por meio da diplomacia pública. Por exemplo, o Presidente da Transnístria estabeleceu o prêmio Estatal Ordem da Amizade em 2012 para condecorar principalmente estrangeiros, desde então, tem sido concedido a destinatários individuais (principalmente políticos) da Rússia, Abecásia, Ossétia do Sul, Itália e da Igreja Católica Romana.
| Entidade       | Data de reconhecimento         | Relações diplomáticas estabelecidas | Notas |
| -------------- | ------------------------------ | ----------------------------------- | --- |
| Abecásia       | 22 de janeiro de 1993 ou antes | —                                   | Reconhecimento mútuo. Escritórios de representação em Tiraspol e Sukhumi. Relações entre Abecásia e Transnístria. |
| Ossétia do Sul | 12 de outubro de 1994 ou antes | —                                   | Reconhecimento mútuo. Escritórios de representação em Tiraspol e Tskhinvali.                                      |